# Flávia Lancha

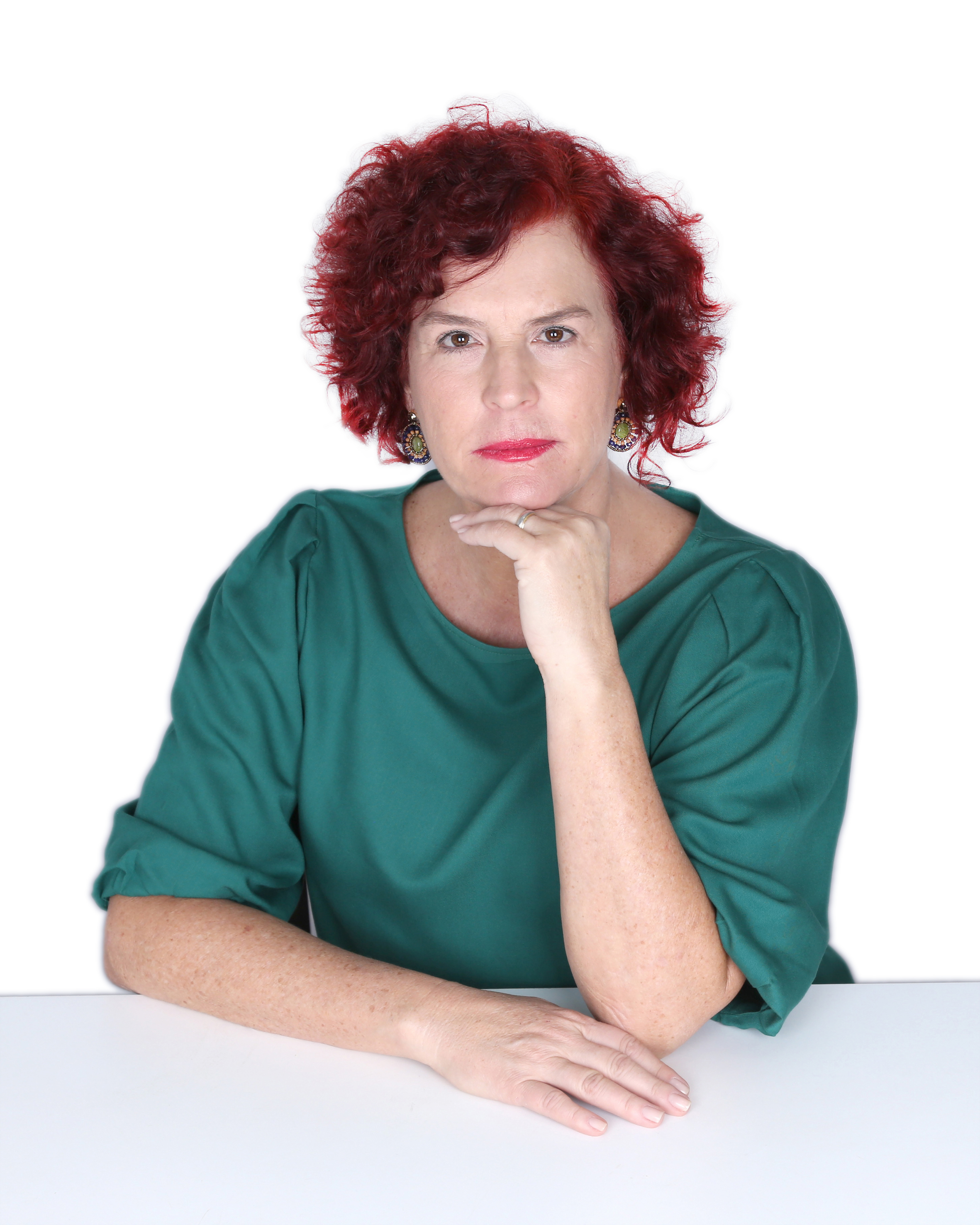
Flávia Lancha empresária e empreendedora social em Franca

Flávia Olivito Lancha Alves de Oliveira (Ribeirão Preto, 24 de fevereiro de 1959) é empresária na cidade de Franca, a 400 km de São Paulo, capital. Há mais de 30 anos, fundou junto com o marido a Labareda Agropecuária, hoje uma das mais conceituadas empresas exportadoras de cafés especiais do Brasil. Em 2019, a Labareda teve seu café classificado entre os 10 melhores do país. 
Flávia Lancha, como é mais conhecida, foi secretária de Desenvolvimento Econômico no município de Franca, a 400 km de São Paulo, capital, por dois anos (2017/2018). É empreendedora social, fundadora do ICOL (Instituto de Capacitação e Orientação Livre), que oferece cursos gratuitos de aperfeiçoamento pessoal e profissional. Criadora da GIMA (Gincana Intermunicipal pelo Meio Ambiente), que existe desde 2008 e hoje se transformou em um projeto de desenvolvimento educacional e cultural de crianças entre 10 e 12 anos. E idealizadora do Ampliando Horizontes, que oferece educação a jovens e adultos, além de aulas de reforço escolar.
Flávia Lancha é filha do ex-prefeito de Franca José Lancha Filho (1969 a 1973). Atualmente é filiada ao PSD (Partido Social Democrático).

## BIOGRAFIA
Flávia Lancha nasceu em Ribeirão Preto em 24 de fevereiro de 1959, filha primogênita do casal José Lancha Filho e de Isis Consoni Olivito Lancha. José Lancha foi médico dermatologista e prefeito da cidade de Franca, no interior de São Paulo, de 1969 a 1973. Dr. Lancha, como era carinhosamente chamado, teve sua trajetória política marcada por sua visão de futuro. Durante o seu governo, foi criada a maior feira de calçados da América Latina, a Francal, que ajudou a transformar Franca na cidade do calçado. Ele também foi o responsável pela instalação da primeira unidade de Corpo de Bombeiros em Franca e se orgulhava muito de ser o responsável pela construção do Estádio Lanchão, em um prazo de apenas 83 dias. 
O casal teve ainda outros dois filhos: Fernanda e Pedro José.
Flávia cresceu em Franca em uma família de classe média alta. Irrequieta, sempre gostou de se aventurar e de estudar. Ainda na infância, quando estava na pré-escola recebeu uma medalha junto com o diploma por seu desempenho com a leitura. A empreendedora estudou o primeiro ciclo do ensino fundamental, à época chamado de primário, no Colégio Nossa Senhora de Lourdes, no Centro da cidade. 
Em seguida, passou a frequentar o Educandário Pestalozzi, onde permaneceu até o segundo ano do Ensino Médio, quando se mudou para Ribeirão Preto, para cursar o terceiro ano. 
Flávia tinha o sonho de ser médica como o pai. Mas como na época em Franca não havia cursinho preparatório para vestibular, acabou decidindo cursar Ciências, na Unifran (Universidade de Franca), formando-se em 1º lugar. Como tinha muita afinidade com a leitura, resolveu também cursar Letras (tradução e intérprete) na mesma universidade.
Durante um período de férias na fazenda de seus avós, em São Simão, também interior de São Paulo, Flávia, aos 22 anos, conheceu seu marido Gabriel Afonso Mei Alves de Oliveira, que vivia na fazenda vizinha. Os dois logo se apaixonaram e namoraram por um ano até decidirem oficializar a união, em 27 de março de 1982.
Depois de casada, Flávia se mudou para a fazenda do marido.Juntos, Gabriel e Flávia têm três filhos: Larissa Oliveira Arruy, hoje advogada, casada com administrador Rodrigo Arruy; Lucas Lancha Alves Oliveira, agrônomo, diretor agroindustrial da Labareda Agropecuária, casado com a dentista Letícia Officiati Oliveira, e Gabriel Afonso Lancha Alves Oliveira, seu filho caçula, que atualmente é diretor comercial e financeiro da Labareda, casado com a empresária Camila Freitas. Flávia ainda tem quatro netos. Júlia, filha de Larissa e Rodrigo; Helena e Gabriela, filhas de Lucas e Letícia; e Heitor, filho de Gabriel e Camila. 
Flávia mudou-se de volta a Franca em 1987, onde passou a ajudar o marido na Labareda Agropecuária. Anos mais tarde, deixou a empresa para assumir a secretária de Desenvolvimento de Franca e depois se dedicar exclusivamente ao ICOL (Instituto de Capacitação e Orientação Livre).

## CARREIRA PROFISSIONAL
Mesmo antes de formada em Letras, Flávia iniciou sua vida profissional aos 17 anos, quando decidiu lecionar inglês em uma escola particular. Mas foi por pouco tempo. Assim que ela se casou, mudou-se para a fazenda em São Simão. Ao voltar para Franca, em 1987, decidiu ajudar o marido Gabriel na administração da Labareda Agropecuária, na época uma pequena produtora de café recém-criada (foi fundada em 1984).
Flávia assumiu a parte de vendas e relacionamento com clientes. Como não tinha formação na área, decidiu se especializar. Para isso, fez diversos cursos, entre eles, o de administração rural oferecido pela FGV (Fundação Getúlio Vargas), que a obrigava a ir a São Paulo toda semana, onde permanecia de segunda a quinta-feira. Lá fez muitos contatos e expandiu horizontes. 
Com sua visão empreendedora, Flávia queria elevar os negócios da Labareda a um patamar mais alto. Sua aposta foi no mercado de cafés especiais para exportação. Em 2005, a empresa foi a primeira da Alto Mogiana a receber um certificado internacional, o UTZ Certified, que é  o selo qualidade do maior programa de cultivo sustentável de café e cacau do mundo, cuja política de admissão abrange boas práticas agrícolas, condições sociais e de vida, gestão agrícola e meio ambiente. 
Em 2006, em uma iniciativa pioneira, Flávia decidiu criar na Labareda, um programa de exportação direta, o qual gerenciava pessoalmente. 
Em 2008, a empresa recebeu mais uma importante certificação internacional: o selo Rainforest, concedido pela Rainforest Alliance, que é uma organização não governamental (ONG) internacional que trabalha na luta por uma agricultura sustentável e pela preservação das florestas. O selo é concedido a empresas que incluem em seus sistemas de produção programas de conservação do ecossistema, proteção de animais silvestres e hidrovias, que proíbam a discriminação no trabalho e nas práticas de contratação, como não contratar crianças menores de 15 anos, defender o uso obrigatório de equipamentos de proteção para trabalhadores, respeitar diretrizes sobre o uso de agroquímicos e a proibição de culturas transgênicas.
Em 2016, Flávia se afastou da empresa para se dedicar à sua campanha política para a prefeitura de Franca. Em seguida, em 2017, assumiu a Secretaria Municipal de Desenvolvimento de Franca e, ao deixar o cargo, no final de 2018, fundou o ICOL. 

## EMPREENDEDORISMO SOCIAL
A história de Flávia com o empreendedorismo social começou há 20 anos. Na época, ela já ajudava o marido na administração da Labareda Agropecuária e decidiu fazer o curso Qualidade Total, do Sebrae e, ao transmitir os conhecimentos adquiridos aos seus colaboradores, Flávia percebeu o alto índice de analfabetismo. 
Para tentar corrigir isso, Flávia criou o projeto “Ampliando Horizontes”. Instalou uma escola na fazenda, com o objetivo de alfabetizar e capacitar os colaboradores. Logo que as aulas começaram, não apenas os funcionários iam à escola. Eles também levavam suas famílias, o que acabou fazendo com que o projeto fosse ampliado.
Em 2008, para estimular a educação ambiental e estreitar a relação entre as crianças que estudavam na fazenda e as dos municípios vizinhos, foi criada a Gincana Intermunicipal pelo Meio Ambiente, a GIMA . Hoje a GIMA se transformou em um projeto educacional com duração de quatro dias, que conta atividades esportivas e lúdicas, apresentações teatrais, de dança, contação de história, feira de livro, etc.
A GIMA começou com a participação de alunos de apenas duas cidades. Atualmente conta com seis municípios. Está na sua 12ª edição (em 2019). Já conscientizou mais de 9 mil crianças. 
Além da GIMA, em 2018, Flávia Lancha fundou o ICOL (Instituto de Capacitação e Orientação Livre)

## ICOL – Instituto de Capacitação e Orientação Livre
O Instituto de Capacitação e Orientação Livre - ICOL  é uma associação civil com sede em Franca, que oferece cursos de aperfeiçoamento pessoal e profissional gratuitos. Desde sua abertura em fevereiro de 2019 até março de 2020, já havia oferecido mais de 30 cursos diferentes e atendido mais de 1,2 mil pessoas.
O Instituto nasceu do sonho de Flávia Lancha de ajudar os jovens e adultos a se desenvolverem profissionalmente. Durante os dois anos em que atuou como secretária municipal de Desenvolvimento, ela conheceu de perto as dificuldades de quem busca uma vaga de emprego. Foi pensando em auxiliar essas pessoas que, no final de 2018, ela decidiu fundar o instituto, que é mantido pela empresária com a participação de voluntários que atuam administrativamente e ministrando aulas.
O ICOL conta ainda com convênios firmados com a Unesp (Universidade Estadual de São Paulo) em Franca, com a Unifran (Universidade de Franca) e com o Uni-FACEF (Centro Universitário de Franca). O Sebrae (Serviço Brasileiro de Apoio a Micro e Pequena Empresa) também é um importante parceiro.
O instituto funciona na Rua General Carneiro, 2092, no centro de Franca. Mas também oferece um programa que leva os cursos oferecidos em sua sede para associações e entidades em bairros para que as pessoas que moram em regiões distantes também tenham acesso. 

## VIRADA DO TRÂNSITO - ACIDENTE ZERO
Em outubro de 2019, Flávia Lancha, dentro de seu curso no Renova BR, criou o programa Virada do Trânsito – Acidente Zero , com o objetivo de conscientizar as pessoas sobre a necessidade de seguir as normas de segurança no trânsito na cidade de Franca, que apesar de a cidade ser a 21ª em termos populacionais no Estado de São Paulo, ocupa a 2ª posição no número de óbitos devidos a acidentes.
As batidas de carros ou motos matam cinco vezes mais do que armas de fogo no município. Em 2018, 11 pessoas foram assassinadas em Franca. No mesmo período, os acidentes fizeram 55 vítimas. Nos nove primeiros meses de 2019, a cidade registrou 654 acidentes com vítimas. 
A virada contou com 24 horas de atividades espalhadas pela cidade nos dias 4 e 5 de outubro de 2019. Mais de 30 entidades e 400 voluntários participaram, impactando mais de 50 mil pessoas.  Com os resultados e as discussões feitas durante a Virada, surgiu a ideia de criar a Associação “Por um trânsito mais seguro”, que reunirá representantes da sociedade civil e de órgãos públicos como a Polícia Militar. A associação, que começa agora a sair do papel, terá a missão de não deixar que as ações iniciadas na Virada caiam no esquecimento.

## OUTROS PROJETOS
Além de ajudar a administrar o ICOL, Flávia Lancha ainda compõe o Grupo Mulheres do Brasil, fundado pela empresária Luiza Helena Trajano, do Magazine Luiza, com o objetivo de melhorar o País. Hoje o grupo conta com mais de 4 mil mulheres que se encontram todo mês para discutir e propor ações ligadas à educação, empreendedorismo, projetos sociais e cotas para mulheres.
O Mulheres do Brasil conta com 12 comitês instaurados que tratam de temas como combate à violência contra a mulher, igualdade social da mulher negra, inserção de refugiados e empreendedorismo com foco em pequenas empresas. Participam do projeto nomes como a empresária Sonia Hess (ex-presidente da Dudalina), Chieko Aoki (dona da rede de hotéis Blue Tree Towers) e Janete Vaz (cofundadora do Laboratório Sabin).

## CARREIRA POLÍTICA
Filha do ex-prefeito José Lancha Filho, Flávia cresceu em meio a discussões sobre política. Curiosa, sempre gostou de aprender com o pai. Os dois passavam horas conversando sobre o assunto. Dr. Lancha sempre alimentou o sonho de que a filha seguisse seus passos na vida pública, mas, com a responsabilidade de criar os filhos e ainda ajudar o marido na Labareda Agropecuária, Flávia resistia à ideia. 
Só, em 2016, finalmente, aceitou entrar para a política. Sua decisão de concorrer à Prefeitura de Franca foi tomada de última hora . Os amigos Rosana Branquinho e Marcelo Bomba, além de seu pai e de seu marido Gabriel, foram fundamentais na decisão. Flávia concorreu pelo MDB e teve um desempenho surpreendente nas urnas. Terminou o pleito em terceiro lugar, com 28.609 votos, apenas 6 mil votos menos do que o segundo colocado .
Por conta de sua votação expressiva e de seu desempenho como empresária do ramo do café, Flávia foi convidada pelo prefeito Gilson de Souza (DEM) a assumir a Secretaria Municipal de Desenvolvimento de Franca  . No cargo, Flávia implantou um novo método de trabalho, com rigoroso planejamento e acompanhamento das ações desenvolvidas pela secretaria. 
Sob seu comando, a Secretaria aumentou o número de empresas participantes em feiras de calçados e seus resultados. Na Francal, em 2017, foram 16 empresas e um faturamento no estande coletivo da cidade de R$ 3.944.000. No ano seguinte, foram 23 empresas e R$ 3.970.000 em faturamento. Na Couromoda, em 2017, participaram 24 empresas francanas com vendas no valor de R$ 11.115.400. Já em 2018, foram 27 empresas com R$ 12.600.000 em faturamento. 
Flávia também expandiu o Projeto Franca Mais Moda, criando um circuito de vendas diretas ao consumidores e visitantes que podiam, com transporte gratuito, conhecer as fábricas e fechar negócios . 
Também implementou o Programa Descubra Franca, que visava o desenvolvimento do turismo na cidade, com a criação dos guias turístico, de compras e do investidor, todos distribuídos gratuitamente .
Sob sua gestão, a secretaria ainda ampliou em 65% os atendimentos na Sala do Empreendedor, quase dobrou o número de trabalhadores encaminhados a uma vaga no PAT (Posto de Atendimento ao Trabalhador) e inaugurou a primeira Incubadora de Base Tecnológica de Franca (Projeto Impera) .
Flávia ainda quase dobrou o volume de negócios fechados na Expoagro, maior feira agropecuária da cidade. Em 2017, foram R$ 2,7 milhões e no ano seguinte R$ 4 milhões . No setor de feiras, em novembro de 2018, ela ainda fundou a FAMCAFÉ, feira de produtores de café que contou com a participação de 68 empresas, mais de quatro mil visitas e um volume de R$ 2,95 milhões em negócios fechados . 
Em novembro de 2018, Flávia deixou a secretaria  para se dedicar exclusivamente ao ICOL. 
Em maio de 2019, Flávia deixou o MDB  e se filiou ao Partido Novo e, cinco meses depois, também decidiu se desligar do Novo . 
Em 2019, Flávia também foi uma das selecionadas para o projeto RenovaBr, que tem como objetivo principal a formação de novos líderes públicos com engajamento social. Ela fez parte da segunda turma que teve sua formatura concluída em dezembro do mesmo ano.  Ela também cursou o Master em Gestão Pública oferecido pelo Centro de Lideranças Públicas (CLP), tendo concluído os estudos também em 2019 .
Em janeiro de 2020, Flávia Lancha se filiou ao PSD e se declarou pré-candidata à Prefeitura de Franca nas eleições de 2020 pelo partido. 